# Vladimer Botsjorisjvilistadion
Het Vladimer Botsjorisjvilistadion is een voetbalstadion in de Georgische stad Tkiboeli. In het stadion speelt FK Mesjachte Tkiboeli haar thuiswedstrijden.